# اريك ميلر (مصور)
اريك ميلر (بالإنجليزية: Eric Miller)‏ هو مصور جنوب أفريقي، ولد في 1951.

## وصلات خارجية
- الموقع الرسمي